# محكمة طوكيو
محكمة طوكيو' هي محكمة أنشئت بقرار من القائد العام للقوات الحليفة عام 1946. وهي تتألف من أحد عشر قاضياً، يمثلون إحدى عشرة دولة حاربت اليابان. وقد دافع المتهمون عن أنفسهم بأنه لا تجوز محاكمتهم عن أفعال لم تكن معاقبة بنص قانوني يوم ارتكابها، وقد رفضت المحكمة هذا الدفاع، على خلاف في الرأي بين أعضائها، وقضت بإعدام عدد من كبار المسؤولين، بتهمة ارتكابهم جرائم بحق السلام، وجرائم حرب غير مسوّغة.